# Ramban (India)
Ramban is een stad en “notified area” in het Indiase unieterritorium Jammu en Kasjmir. Het is de hoofdplaats van het gelijknamige district Ramban.

## Demografie
Volgens de Indiase volkstelling van 2001 wonen er 5.443 mensen in Ramban, waarvan 68% mannelijk en 32% vrouwelijk is. De plaats heeft een alfabetiseringsgraad van 77%.